# Dick Schoof
Dick Schoof, właśc. Hendrikus Wilhelmus Maria Schoof (ur. 8 marca 1957 w m. Santpoort w gminie Velsen) – holenderski urzędnik państwowy, w latach 2013–2018 krajowy koordynator ds. zwalczania terroryzmu i bezpieczeństwa, od 2018 do 2020 dyrektor generalny Głównej Służby Wywiadu i Bezpieczeństwa, od 2024 premier Holandii.

## Życiorys
Absolwent urbanistyki na Katolickim Uniwersytecie w Nijmegen (1982). Do 1988 pracował w Stowarzyszeniu Gmin Holenderskich (VNG). Następnie do 1996 był urzędnikiem w ministerstwie odpowiedzialnym za edukację, kulturę i naukę. Przez kolejne trzy lata pełnił funkcję zastępcy sekretarza generalnego ministerstwa sprawiedliwości. W latach 1999–2003 zajmował stanowisko dyrektora generalnego rządowej agencji IND zajmującej się imigracją i naturalizacją. Następnie był dyrektorem generalnym w resorcie spraw wewnętrznych, odpowiadając za porządek i bezpieczeństwo publiczne (2003–2010) oraz za policję (2010–2013). W latach 2013–2018 sprawował urząd krajowego koordynatora ds. zwalczania terroryzmu i bezpieczeństwa (NCTV), następnie do 2020 kierował holenderskim wywiadem (AIVD). W latach 2020–2024 był sekretarzem generalnym ministerstwa sprawiedliwości.
Przez ponad trzydzieści lat do 2021 należał do Partii Pracy. Pod koniec maja 2024 został kandydatem na premiera wysuniętym prawicową koalicję, którą utworzyły PVV, VVD, NSC i BBB. 2 lipca 2024 jego nowy gabinet został zaprzysiężony, rozpoczynając urzędowanie.
3 czerwca 2025 PVV opuściła koalicję rządową w związku ze sporami dotyczącymi polityki azylowej. W konsekwencji premier podał się do dymisji, a jego gabinet stał się przejściowym rządem mniejszościowym. Rozpisano następnie przedterminowe wybory parlamentarne na 29 października 2025.